# Sea and Sky
Sea and Sky è un album del compositore, percussionista e tastierista giapponese Stomu Yamashta, registrato nel 1983 e pubblicato nel 1984.

## Tracce
Musiche di Stomu Yamashta.
1. A Photon – 9:06
2. Appeared – 2:38
3. And – 4:07
4. Touched! – 9:30
5. Ah... – 3:16
6. Time – 8:47
7. To See – 4:36
8. To Know – 8:02

## Formazione
- Stomu Yamashta - percussioni, sintetizzatori
- Takashi Kokubo - sintetizzatori
- Sen Izumi - sintetizzatori

## Orchestra
- Muse Orchestra diretta da Paul Buckmaster